# Take Up Thy Stethoscope and Walk
«Take Up Thy Stethoscope and Walk» és un tema del grup britànic Pink Floyd, que apareix en el primer àlbum The Piper at the Gates of Dawn, que va ser editat el 5 d'agost de 1967 per EMI Columbia. Fou la primera cançó que Waters va escriure, i la cançó va augmentant la velocitat del tema fins al final, on s'inclou un treball de guitarra frenètic per part de Syd Barrett i parts esbojarrades de teclat per part de Richard Wright. S'ha suggerit que una part de la bateria de la cançó estava destinada a emular un batec de cor, i potser aquesta idea es va repescar per la introducció del què seria després The Dark Side of the Moon .
El títol del tema és una referència de l'Evangeli de Sant Joan 5:8 "Jesús li va dir, aixeca't i camina". Les seves morboses lletres no s'assemblen a la resta de l'àlbum, el qual va ser escrit per Barrett, però és característic de la feina de Waters; el motiu clínic tornaria a presentar-se en composicions com «Free Four» i «Comfortably Numb». Similarment, a «Sheep», es troben més referències bíbliques adaptades per Waters per encaixar en la cançó.
En el que és probablement una coincidència, la cançó és anàloga en el títol de la cançó «Amused to Death» de Waters, començant amb la frase "Doctor, doctor."

## Versions alternatives i en viu
- Aparentment, l'únic concert documentat on Pink Floyd va interpretar la cançó «Take Up Thy Stethoscope and Walk» va tenir lloc el 25 de novembre de 1967 a Blackpool.[6] Les versions en viu eren més força més llargues, amb la secció central contenint la major part de l'efecte espacial de la guitarra de Barrett, que en les versions d'estudi.
- Va ser re-interpretada per At the Drive-In per Steve Lamacq i llançada juntament amb el seu senzill «Invalid Litter Dept.», i posteriorment en la recopilació This Station Is Non-Operational; des del trencament d'At the Drive-In, The Mars Volta ha tocat la cançó en viu algunes ocasions.

## Crèdits
- Syd Barrett: veus, guitarra
- Roger Waters: veus, baix
- Rick Wright: orgue
- Nick Mason: bateria